# Miomaci pannonicum
Miomaci pannonicum (griego latinizado: mio , abreviatura de " Mioceno " + húngaro: maci "osito") es la única especie del género extinto de ailuropodinos herbívoros Miomaci, que vivieron en el Mioceno tardío de Hungría. Se conoce solo por los dientes y las mandíbulas, pero estos indican que era significativamente más pequeño que su pariente cercano Indarctos, que podría alcanzar los 265,74 kg.